# Corimelaenidae
Die Corimelaenidae sind eine Familie der Wanzen (Heteroptera) innerhalb der Teilordnung Pentatomomorpha. Von ihnen sind mehr als 200 Arten in 12 Gattungen bekannt,. In Europa kommen vier Arten vor, zwei davon auch in Mitteleuropa. Die Klassifikation dieser Gruppe wurde im Lauf ihrer Erforschung sehr kontrovers diskutiert und ist bis heute nicht vollständig erforscht. Die mögliche Eingliederung innerhalb der Familie der Erdwanzen (Cydnidae), wie bereits historisch mehrfach geschehen, steht nach wie vor im Raum.

## Merkmale
Die Wanzen haben ein stark gekrümmtes, vergrößertes Schildchen (Scutellum), das den Großteil der Vorderflügel überdeckt. Man kann sie dadurch mit Käfern verwechseln. Bei der Gattung Parastrachia ist das Schildchen lang, schlank und verjüngt sich nach hinten. Viele Arten haben ein blass gefärbtes Exocorium der Hemielytren und sind ansonsten dazu kontrastierend schwarz gefärbt. Ihre Tarsen sind dreigliedrig.
Merkmale die die Klassifikation der Familie nach Grazia et al. stützen sind der fehlende hintere (posteriore) und humerale Winkel des Pronotums, die Hüften (Coxen), die mit Setae befranst sind und die Schienen (Tibien) der Vorderbeine, die eine Reihe kräftiger Setae am Seitenrand tragen. Die letzten beiden Merkmale stützen allerdings auch die Monophylie der Cydnidae sensu Dolling 1981.

## Vorkommen
Die drei Gattungen der ehemaligen Unterfamilie Thyreocorinae, Thyreocoris, Strombosoma und Carrabas, sind in der Alten Welt (Afrotropis, Paläarktis und Orientalis) und Parastrachia in der Orientalis verbreitet. Die übrigen Vertreter der Familie kommen in der Westlichen Hemisphäre vor.

## Lebensweise
Zumindest von drei Arten aus Südamerika ist bekannt, dass sie vergesellschaftet mit Ameisen leben. Von anderen Arten weiß man, dass sowohl die Nymphen als auch die adulten Tiere auf Pflanzen deutlich oberhalb des Erdbodens leben und dass dort auch die Eier abgelegt werden. Gelegentlich treten manche Arten als Schädlinge auf, haben dabei jedoch kaum Bedeutung. Von Parastrachia japonensis ist bekannt, dass die Weibchen Brutpflege betreiben. Sie legen ihre Eier in einer flachen Grube im Erdboden ab und beschützen sowohl das Gelege, als auch die jungen Nymphen. Sie leben ansonsten ebenfalls auf den Pflanzen (Schoepfia jasminodora), wo sie am Endosperm der Früchte saugen.

## Taxonomie und Systematik
Die Stellung der Gruppe wurde im Lauf ihrer Erforschung sehr kontrovers gesehen und ist auch heute noch nicht vollständig geklärt. Nach einer Untersuchung anhand von morphologischen Merkmalen und DNA-Sequenzen aus dem Jahr 2008 durch Grazia et al. zeigte sich als vorläufiges, aber nicht gefestigtes Ergebnis, dass die Gruppe im Familienrang steht, sie die Thyreocorinae einschließt und ihr die Parastrachiinae als Unterfamilie zuzuzählen sind. Letztere beiden Taxa wurden von anderen Autoren teilweise als eigenständige Familien, teilweise als Unterfamilien oder Tribus anderer Familien der Pentatomoidea, etwa der Erdwanzen (Cydnidae), betrachtet.
Folgende Arten kommen in Europa vor:
- Thyreocoris balcanicus Schumacher, 1918
- Thyreocoris fulvipennis (Dallas, 1851)
- Thyreocoris ohridanus Kormilev, 1936
- Thyreocoris scarabaeoides (Linnaeus, 1758)

## Belege